# Fotballklubben Bodø/Glimt 2020
Questa voce raccoglie le informazioni riguardanti il Fotballklubben Bodø/Glimt nelle competizioni ufficiali della stagione 2020.

## Stagione
A causa della pandemia di COVID-19, il 12 marzo 2020 è stato reso noto che la Norges Fotballforbund aveva inizialmente rinviato l'inizio dell'attività calcistica al 15 aprile. A seguito della decisione del ministero della cultura di vietare la ripresa delle attività fino al 15 giugno, i calendari del campionato sono stati ancora rimodulati. Il 7 maggio, il ministro della cultura Abid Raja ha confermato che l'Eliteserien sarebbe ricominciata il 16 giugno. Il 12 giugno, Raja ha reso noto che sarebbe stata permessa una capienza massima di 200 spettatori. Dal 30 settembre, la capienza è stata aumentata a 600 spettatori.
Il 10 settembre 2020, la Norges Fotballforbund – dopo diversi rinvii – ha dovuto annullare l'edizione stagionale del Norgesmesterskapet, a causa dell'impossibilità di disputare tutte le partite previste a causa della condensazione del calendario del campionato. Anche il calciomercato è stato organizzato quindi diversamente, con una sessione estiva e una autunnale.
Il Bodø/Glimt si è aggiudicato la vittoria finale del campionato, per la prima volta nella propria storia. A seguito del 2º posto della stagione precedente, la squadra ha affrontato i turni preliminari dell'Europa League 2020-2021: dopo aver superato Kauno Žalgiris e Žalgiris, il Bodø/Glimt si è arreso al Milan al terzo turno di qualificazione.
Fredrik André Bjørkan e Ulrik Saltnes sono stati i calciatori più utilizzati in stagione, a quota 33 presenze. Kasper Junker è stato invece il miglior marcatore, nonché capocannoniere dell'Eliteserien, con 27 reti (28 includendo la rete in Europa League).

## Maglie e sponsor
Lo sponsor tecnico per la stagione 2020 è stato Diadora, mentre lo sponsor ufficiale è stato SpareBank 1. La divisa casalinga era composta da un completo giallo ocra con rifiniture nere. Quella da trasferta era di colore verde scuro, con inserti neri e gialli.
| Casa | Trasferta |

## Rosa
| N. |                        | Ruolo | Calciatore            |
| -- | ---------------------- | ----- | --------------------- |
| 1  | Paesi Bassi (bandiera) | P     | Joshua Smits          |
| 2  | Norvegia (bandiera)    | D     | Marius Lode           |
| 3  | Islanda (bandiera)     | D     | Alfons Sampsted       |
| 4  | Norvegia (bandiera)    | D     | Marius Høibråten      |
| 5  | Norvegia (bandiera)    | D     | Fredrik André Bjørkan |
| 6  | Norvegia (bandiera)    | D     | Isak Amundsen         |
| 7  | Norvegia (bandiera)    | C     | Patrick Berg          |
| 8  | Nigeria (bandiera)     | A     | Victor Boniface       |
| 10 | Danimarca (bandiera)   | A     | Philip Zinckernagel   |
| 11 | Norvegia (bandiera)    | C     | Jens Petter Hauge     |
| 12 | Russia (bandiera)      | P     | Nikita Hajkin         |
| 14 | Norvegia (bandiera)    | C     | Ulrik Saltnes         |
| 15 | Norvegia (bandiera)    | C     | Runar Hauge           |
| 16 | Norvegia (bandiera)    | C     | Morten Konradsen      |
| 17 | Norvegia (bandiera)    | A     | Sebastian Tounekti    |
| 18 | Norvegia (bandiera)    | D     | Brede Moe             |

| N. |                      | Ruolo | Calciatore                |
| -- | -------------------- | ----- | ------------------------- |
| 19 | Norvegia (bandiera)  | C     | Sondre Fet                |
| 20 | Norvegia (bandiera)  | C     | Hugo Vetlesen             |
| 20 | Danimarca (bandiera) | C     | Sammy Skytte              |
| 21 | Danimarca (bandiera) | A     | Kasper Junker             |
| 22 | Norvegia (bandiera)  | C     | Vegard Leikvoll Moberg    |
| 22 | Norvegia (bandiera)  | C     | Ole Amund Sveen           |
| 23 | Norvegia (bandiera)  | C     | Elias Kristoffersen Hagen |
| 24 | Norvegia (bandiera)  | D     | Aleksander Foosnæs        |
| 25 | Norvegia (bandiera)  | P     | Marcus Andersen           |
| 26 | Norvegia (bandiera)  | A     | Ola Solbakken             |
| 35 | Norvegia (bandiera)  | A     | Adan Abadala Hussein      |
| 37 | Norvegia (bandiera)  | C     | Ask Tjærandsen-Skau       |
| 41 | Norvegia (bandiera)  | D     | Alexander Gløsen          |
| 42 | Norvegia (bandiera)  | D     | Sigurd Ekrem              |
| 43 | Norvegia (bandiera)  | P     | Jonas Kolstad             |

## Calciomercato

### Sessione estiva(dal 10/06 al 30/06)
| Arrivi           | Arrivi              | Arrivi         | Arrivi        |
| R.               | Nome                | da             | Modalità      |
| ---------------- | ------------------- | -------------- | ------------- |
| P                | Joshua Smits        | Almere City    | definitivo    |
| D                | Aleksander Foosnæs  |                | svincolato    |
| D                | Marius Høibråten    | Sandefjord     | definitivo    |
| D                | Alfons Sampsted     | IFK Norrköping | definitivo    |
| C                | Sondre Fet          | Bodø/Glimt     | prestito      |
| C                | Sammy Skytte        | Midtjylland    | definitivo    |
| A                | Kasper Junker       | Horsens        | definitivo    |
| A                | Ola Solbakken       | Ranheim        | definitivo    |
| A                | Sebastian Tounekti  | Tromsdalen     | definitivo    |
| Altre operazioni |                     |                |               |
| R.               | Nome                | da             | Modalità      |
| D                | Casper Øyvann       | Mjølner        | fine prestito |
| D                | Andreas van der Spa | Alta           | fine prestito |
| A                | Adrian Skindlo      | Mjølner        | fine prestito |

| Partenze | Partenze               | Partenze        | Partenze   |
| R.       | Nome                   | a               | Modalità   |
| -------- | ---------------------- | --------------- | ---------- |
| P        | Ricardo                |                 | svincolato |
| D        | Vegard Bergan          | Start           | definitivo |
| D        | Andreas van der Spa    |                 | svincolato |
| C        | Håkon Evjen            | AZ Alkmaar      | definitivo |
| C        | Runar Hauge            | Grorud          | prestito   |
| C        | Vegard Leikvoll Moberg |                 | svincolato |
| A        | Amadou Konaté          | Lyon-La Duchère | prestito   |
| A        | Endre Kupen            | Sogndal         | definitivo |
| A        | Adrian Skindlo         |                 | svincolato |

### Sessione autunnale(dall'08/09 al 05/10)
| Arrivi           | Arrivi                    | Arrivi          | Arrivi        |
| R.               | Nome                      | da              | Modalità      |
| ---------------- | ------------------------- | --------------- | ------------- |
| C                | Runar Hauge               | Grorud          | fine prestito |
| C                | Elias Kristoffersen Hagen | Grorud          | definitivo    |
| C                | Vegard Leikvoll Moberg    | Silkeborg       | definitivo    |
| C                | Hugo Vetlesen             | Stabæk          | definitivo    |
| Altre operazioni |                           |                 |               |
| R.               | Nome                      | da              | Modalità      |
| A                | Amadou Konaté             | Lyon-La Duchère | fine prestito |

| Partenze | Partenze             | Partenze        | Partenze   |
| R.       | Nome                 | a               | Modalità   |
| -------- | -------------------- | --------------- | ---------- |
| C        | Jens Petter Hauge    | Milan           | definitivo |
| C        | Sammy Skytte         | Stabæk          | definitivo |
| C        | Ole Amund Sveen      | Mjøndalen       | definitivo |
| C        | Ask Tjærandsen-Skau  | Stjørdals-Blink | prestito   |
| A        | Adan Abadala Hussein | Stjørdals-Blink | prestito   |
| A        | Elias Hoff Melkersen | Hødd            | prestito   |
| A        | Amadou Konaté        | SO Cholet       | definitivo |

## Risultati

### Eliteserien

#### Girone di andata
| Arbitro: | Hagenes (Flaktveit) |

|                             |           |                                                   |
| Torsteinbø 21’ Østensen 42’ | Marcatori | 27’ Saltnes 57’ J. Hauge 70’ Fet 81’ Zinckernagel |

| Arbitro: | Hansen Grøtta |

|                                                       |           |                     |
| Berg 16’ Junker 23’, 45’, 49’ J. Hauge 51’ Skytte 90’ | Marcatori | 79’ (rig.) Sandberg |

| Arbitro: | Hagen (Grue) |

|                                 |           |                                                  |
| Bjørkan 67’ (aut.) Trondsen 82’ | Marcatori | 22’ (rig.) Zinckernagel 87’ Junker 90’ Solbakken |

| Arbitro: | Aslam |

|                          |           |               |
| J. Hauge 32’ Saltnes 58’ | Marcatori | 54’ Halvorsen |

| Arbitro: | Hansen Grøtta |

|  |           |                                                             |
|  | Marcatori | 16’ (rig.) Zinckernagel 26’ Junker 47’ Høibråten 66’ Skytte |

| Arbitro: | Eskås (Oslo) |

|                                                         |           |  |
| Junker 7’, 12’, 54’ Zinckernagel 32’ (rig.) Saltnes 34’ | Marcatori |  |

| Arbitro: | Hansen (Feda) |

|                        |           |                                                                     |
| Friðjónsson 83’ (rig.) | Marcatori | 14’, 55’ Zinckernagel 32’ Fet 35’ J. Hauge 52’ Saltnes 69’ Boniface |

| Arbitro: | Steen (Bergen) |

|                   |           |                |
| Berg 58’ Lode 82’ | Marcatori | 35’ Pellegrino |

| Arbitro: | Hagen (Grue) |

|                            |           |                                            |
| Brochmann 58’ Dragsnes 83’ | Marcatori | 24’ Zinckernagel 40’ Boniface 57’ J. Hauge |

| Arbitro: | Hansen (Feda) |

|                                  |           |               |
| Berg 25’ Junker 65’ J. Hauge 71’ | Marcatori | 9’ Omoijuanfo |

| Arbitro: | Smehus Kringstad (Oslo) |

|                        |           |                        |
| Solheim 23’ Hansen 61’ | Marcatori | 13’ Saltnes 18’ Junker |

| Arbitro: | Hansen Grøtta |

|                                                     |           |                      |
| Zinckernagel 12’ Gunnarsson 28’ (aut.) J. Hauge 67’ | Marcatori | 13’ Mawa 66’ Tokstad |

| Arbitro: | Steen (Bergen) |

|                            |           |                         |
| Vilhjálmsson 1’ Dønnum 76’ | Marcatori | 35’ J. Hauge 45’ Junker |

| Arbitro: | Hafsås (Trondheim) |

|             |           |                          |
| Gussiås 49’ | Marcatori | 16’ Boniface 78’ Saltnes |

| Arbitro: | Skjerven (Kaupanger) |

|                                                                 |           |  |
| Boniface 17’, 60’ Berg 35’ J. Hauge 53’ (rig.) Zinckernagel 54’ | Marcatori |  |

#### Girone di ritorno
| Arbitro: | Eskås (Oslo) |

|  |           |                                           |
|  | Marcatori | 44’, 76’ Zinckernagel 70’ (rig.) J. Hauge |

| Arbitro: | Steen (Bergen) |

|                                                                            |           |            |
| Rossbach 14’ (aut.) J. Hauge 26’ (rig.), 42’ Saltnes 31’, 58’ Boniface 56’ | Marcatori | 1’ Lunding |

| Arbitro: | Saggi (Drammen) |

|              |           |                                    |
| Grøgaard 78’ | Marcatori | 50’, 66’ Zinckernagel 71’ J. Hauge |

| Arbitro: | Hansen (Feda) |

|                             |           |  |
| Junker 19’ Zinckernagel 38’ | Marcatori |  |

| Arbitro: | Hagenes (Flaktveit) |

|                    |           |                |
| Fet 1’ Saltnes 29’ | Marcatori | 39’ Markmanrud |

| Arbitro: | Steen (Bergen) |

|                                                 |           |                                  |
| Wolff Eikrem 32’, 52’ Omoijuanfo 44’ Hestad 47’ | Marcatori | 30’ Tounekti 62’ Leikvoll Moberg |

| Arbitro: | Hansen Grøtta |

|                        |           |  |
| Junker 16’ (rig.), 68’ | Marcatori |  |

| Arbitro: | Hansen Grøtta |

|                       |           |                                     |
| Pellegrino 5’ Bye 79’ | Marcatori | 29’ Leikvoll Moberg 45’, 89’ Junker |

| Arbitro: | Hafsås (Trondheim) |

|                                                                         |           |  |
| Vetlesen 38’ Saltnes 44’, 56’ Solbakken 70’ Junker 81’, 90’ Bjørkan 90’ | Marcatori |  |

| Arbitro: | Eskås (Oslo) |

|                   |           |                            |
| Ingimundarson 84’ | Marcatori | 4’ Junker 12’ Zinckernagel |

| Arbitro: | Saggi (Drammen) |

|                                                                             |           |               |
| Junker 15’ Solbakken 27’ Zinckernagel 78’ Leikvoll Moberg 85’ Konradsen 87’ | Marcatori | 83’ Islamović |

| Arbitro: | Aslam |

|                     |           |                   |
| Amundsen 17’ (aut.) | Marcatori | 26’ (rig.) Junker |

| Arbitro: | Amland (Bergen) |

|                                                            |           |                    |
| Zinckernagel 3’, 51’ Junker 12’ (rig.) Saltnes 19’ Fet 68’ | Marcatori | 90’, 90’ Kinoshita |

| Arbitro: | Aslam |

|  |           |                                                    |
|  | Marcatori | 28’ (rig.), 87’ Junker 31’ Zinckernagel 78’ Junker |

| Arbitro: | Hagenes (Flaktveit) |

|                         |           |  |
| Fet 14’ Junker 22’, 89’ | Marcatori |  |

### Europa League
| Arbitro: | Hämäläinen |

|                                                                          |           |           |
| Zinckernagel 27’, 36’ J. Hauge 52’, 59’ (rig.) Boniface 79’ Tounekti 81’ | Marcatori | 78’ Otele |

| Arbitro: | Kráľovič |

|                                        |           |           |
| Zinckernagel 20’ Boniface 32’ Berg 81’ | Marcatori | 26’ Antal |

| Arbitro: | Jović |

|                                 |           |                         |
| Çalhanoğlu 16’, 50’ Colombo 32’ | Marcatori | 15’ Junker 55’ J. Hauge |

## Statistiche

### Statistiche di squadra
| Competizione  | Punti | In casa | In casa | In casa | In casa | In casa | In casa | In trasferta | In trasferta | In trasferta | In trasferta | In trasferta | In trasferta | Totale | Totale | Totale | Totale | Totale | Totale | DR  |
| Competizione  | Punti | G       | V       | N       | P       | Gf      | Gs      | G            | V            | N            | P            | Gf           | Gs           | G      | V      | N      | P      | Gf     | Gs     | DR  |
| ------------- | ----- | ------- | ------- | ------- | ------- | ------- | ------- | ------------ | ------------ | ------------ | ------------ | ------------ | ------------ | ------ | ------ | ------ | ------ | ------ | ------ | --- |
| Eliteserien   | 81    | 15      | 15      | 0       | 0       | 59      | 11      | 15           | 11           | 3            | 1            | 44           | 22           | 30     | 26     | 3      | 1      | 103    | 32     | +71 |
| Europa League | -     | 2       | 2       | 0       | 0       | 9       | 2       | 1            | 0            | 0            | 1            | 2            | 3            | 3      | 2      | 0      | 1      | 11     | 5      | +6  |
| Totale        | -     | 17      | 17      | 0       | 0       | 68      | 13      | 16           | 11           | 3            | 2            | 46           | 25           | 33     | 28     | 3      | 2      | 114    | 37     | +77 |

### Andamento in campionato
| Giornata  | 1 | 2 | 3 | 4 | 5 | 6 | 7 | 8 | 9 | 10 | 11 | 12 | 13 | 14 | 15 | 16 | 17 | 18 | 19 | 20 | 21 | 22 | 23 | 24 | 25 | 26 | 27 | 28 | 29 | 30 |
| --------- | - | - | - | - | - | - | - | - | - | -- | -- | -- | -- | -- | -- | -- | -- | -- | -- | -- | -- | -- | -- | -- | -- | -- | -- | -- | -- | -- |
| Luogo     | T | C | T | C | T | C | T | C | T | C  | T  | C  | T  | T  | C  | T  | C  | T  | C  | C  | T  | C  | T  | C  | T  | C  | T  | C  | T  | C  |
| Risultato | V | V | V | V | V | V | V | V | V | V  | N  | V  | N  | V  | V  | V  | V  | V  | V  | V  | P  | V  | V  | V  | V  | V  | N  | V  | V  | V  |
| Posizione | 2 | 1 | 1 | 1 | 1 | 1 | 1 | 1 | 1 | 1  | 1  | 1  | 1  | 1  | 1  | 1  | 1  | 1  | 1  | 1  | 1  | 1  | 1  | 1  | 1  | 1  | 1  | 1  | 1  | 1  |

Fonte:  Eliteserien 2020, su altomfotball.no, Altomfotball.
Legenda:

Luogo: C = Casa; T = Trasferta. Risultato: V = Vittoria; N = Pareggio; P = Sconfitta.

### Statistiche dei giocatori
| Giocatore              | Eliteserien | Eliteserien | Eliteserien | Eliteserien | Coppa nazionale | Coppa nazionale | Coppa nazionale | Coppa nazionale | Europa League | Europa League | Europa League | Europa League | Altre coppe | Altre coppe | Altre coppe | Altre coppe | Totale   | Totale | Totale      | Totale     |
| Giocatore              | Presenze    | Reti        | Ammonizioni | Espulsioni  | Presenze        | Reti            | Ammonizioni     | Espulsioni      | Presenze      | Reti          | Ammonizioni   | Espulsioni    | Presenze    | Reti        | Ammonizioni | Espulsioni  | Presenze | Reti   | Ammonizioni | Espulsioni |
| ---------------------- | ----------- | ----------- | ----------- | ----------- | --------------- | --------------- | --------------- | --------------- | ------------- | ------------- | ------------- | ------------- | ----------- | ----------- | ----------- | ----------- | -------- | ------ | ----------- | ---------- |
| I. Amundsen            | 10          | 0           | 0           | 0           |                 |                 |                 |                 | 0             | 0             | 0             | 0             |             |             |             |             | 10       | 0      | 0           | 0          |
| M. Andersen            | 0           | 0           | 0           | 0           |                 |                 |                 |                 | 0             | 0             | 0             | 0             |             |             |             |             | 0        | 0      | 0           | 0          |
| P. Berg                | 28          | 4           | 3           | 0           |                 |                 |                 |                 | 3             | 1             | 0             | 0             |             |             |             |             | 31       | 5      | 3           | 0          |
| F. Bjørkan             | 30          | 1           | 2           | 0           |                 |                 |                 |                 | 3             | 0             | 0             | 0             |             |             |             |             | 33       | 1      | 2           | 0          |
| V. Boniface            | 24          | 6           | 5           | 0           |                 |                 |                 |                 | 3             | 2             | 0             | 0             |             |             |             |             | 27       | 8      | 5           | 0          |
| S. Ekrem               | 0           | 0           | 0           | 0           |                 |                 |                 |                 | 0             | 0             | 0             | 0             |             |             |             |             | 0        | 0      | 0           | 0          |
| S. Fet                 | 26          | 5           | 4           | 0           |                 |                 |                 |                 | 3             | 0             | 0             | 0             |             |             |             |             | 29       | 5      | 4           | 0          |
| A. Foosnæs             | 8           | 0           | 1           | 0           |                 |                 |                 |                 | 1             | 0             | 0             | 0             |             |             |             |             | 9        | 0      | 1           | 0          |
| A. Gløsen              | 0           | 0           | 0           | 0           |                 |                 |                 |                 | 0             | 0             | 0             | 0             |             |             |             |             | 0        | 0      | 0           | 0          |
| N. Hajkin              | 20          | -20         | 1           | 0           |                 |                 |                 |                 | 3             | -5            | 0             | 0             |             |             |             |             | 23       | -25    | 1           | 0          |
| J. Hauge               | 18          | 14          | 2           | 0           |                 |                 |                 |                 | 3             | 3             | 0             | 0             |             |             |             |             | 21       | 17     | 2           | 0          |
| R. Hauge               | 8           | 0           | 0           | 0           |                 |                 |                 |                 | -             | -             | -             | -             |             |             |             |             | 8        | 0      | 0           | 0          |
| M. Høibråten           | 29          | 1           | 2           | 0           |                 |                 |                 |                 | 2             | 0             | 0             | 0             |             |             |             |             | 31       | 1      | 2           | 0          |
| A. Hussein             | 1           | 0           | 0           | 0           |                 |                 |                 |                 | 0             | 0             | 0             | 0             |             |             |             |             | 1        | 0      | 0           | 0          |
| K. Junker              | 25          | 27          | 3           | 0           |                 |                 |                 |                 | 1             | 1             | 0             | 0             |             |             |             |             | 26       | 28     | 3           | 0          |
| J. Kolstad             | 0           | 0           | 0           | 0           |                 |                 |                 |                 | -             | -             | -             | -             |             |             |             |             | 0        | 0      | 0           | 0          |
| M. Konradsen           | 10          | 1           | 0           | 0           |                 |                 |                 |                 | 2             | 0             | 1             | 0             |             |             |             |             | 12       | 1      | 1           | 0          |
| E. Kristoffersen Hagen | 8           | 0           | 0           | 0           |                 |                 |                 |                 | 0             | 0             | 0             | 0             |             |             |             |             | 8        | 0      | 0           | 0          |
| V. Leikvoll Moberg     | 7           | 3           | 1           | 0           |                 |                 |                 |                 | -             | -             | -             | -             |             |             |             |             | 7        | 3      | 1           | 0          |
| M. Lode                | 26          | 1           | 3           | 1           |                 |                 |                 |                 | 3             | 0             | 1             | 0             |             |             |             |             | 29       | 1      | 4           | 1          |
| B. Moe                 | 13          | 0           | 0           | 0           |                 |                 |                 |                 | 1             | 0             | 0             | 0             |             |             |             |             | 14       | 0      | 0           | 0          |
| U. Saltnes             | 30          | 12          | 2           | 0           |                 |                 |                 |                 | 3             | 0             | 0             | 0             |             |             |             |             | 33       | 12     | 2           | 0          |
| A. Sampsted            | 29          | 0           | 2           | 0           |                 |                 |                 |                 | 3             | 0             | 0             | 0             |             |             |             |             | 32       | 0      | 2           | 0          |
| S. Skytte              | 11          | 2           | 1           | 0           |                 |                 |                 |                 | 0             | 0             | 0             | 0             |             |             |             |             | 11       | 2      | 1           | 0          |
| J. Smits               | 10          | -12         | 1           | 0           |                 |                 |                 |                 | 0             | 0             | 0             | 0             |             |             |             |             | 10       | -12    | 1           | 0          |
| O. Solbakken           | 22          | 3           | 1           | 0           |                 |                 |                 |                 | 2             | 0             | 0             | 0             |             |             |             |             | 24       | 3      | 1           | 0          |
| O. Sveen               | 8           | 0           | 0           | 0           |                 |                 |                 |                 | 2             | 0             | 0             | 0             |             |             |             |             | 10       | 0      | 0           | 0          |
| A. Tjærandsen-Skau     | 1           | 0           | 0           | 0           |                 |                 |                 |                 | 0             | 0             | 0             | 0             |             |             |             |             | 1        | 0      | 0           | 0          |
| S. Tounekti            | 9           | 1           | 0           | 0           |                 |                 |                 |                 | 1             | 1             | 0             | 0             |             |             |             |             | 10       | 2      | 0           | 0          |
| H. Vetlesen            | 8           | 1           | 1           | 0           |                 |                 |                 |                 | -             | -             | -             | -             |             |             |             |             | 8        | 1      | 1           | 0          |
| P. Zinckernagel        | 28          | 19          | 3           | 0           |                 |                 |                 |                 | 3             | 3             | 0             | 0             |             |             |             |             | 31       | 22     | 3           | 0          |